# Lijst van gemeenten in Portugal
Dit is een lijst van Portugese gemeenten (Portugees: municípios of concelhos). Portugal telt 308 gemeenten: 278 op het vasteland, 11 op Madeira en 19 op de Azoren.

## A
- Abrantes
- Águeda
- Aguiar da Beira
- Alandroal
- Albergaria-a-Velha
- Albufeira
- Alcácer do Sal
- Alcanena
- Alcobaça
- Alcochete
- Alcoutim
- Alenquer
- Alfândega da Fé
- Alijó
- Aljezur
- Almada
- Almada
- Almeida
- Almeirim
- Almodôvar
- Alpiarça
- Alter do Chão
- Alvaiázere
- Alvito
- Amadora
- Amarante
- Amares
- Anadia
- Angra do Heroísmo
- Ansião
- Arcos de Valdevez
- Arganil
- Armamar
- Arouca
- Arraiolos
- Arronches
- Arruda dos Vinhos
- Aveiro
- Avis
- Azambuja

## B
- Baião
- Barcelos
- Barrancos
- Barreiro
- Batalha
- Beja
- Belmonte
- Benavente
- Bombarral
- Borba
- Boticas
- Braga
- Bragança

## C
- Cabeceiras de Basto
- Cadaval
- Caldas da Rainha
- Calheta (Azoren)
- Calheta (Madeira)
- Câmara de Lobos
- Caminha
- Campo Maior
- Cantanhede
- Carrazeda de Ansiães
- Carregal do Sal
- Cartaxo
- Cascais
- Castanheira de Pêra
- Castelo Branco
- Castelo de Paiva
- Castelo de Vide
- Castro Daire
- Castro Marim
- Castro Verde
- Celorico da Beira
- Celorico de Basto
- Chamusca
- Chaves
- Cinfães
- Coimbra
- Condeixa-a-Nova
- Constância
- Coruche
- Corvo
- Covilhã
- Crato
- Cuba

## E
- Elvas
- Entroncamento
- Espinho
- Esposende
- Estarreja
- Estremoz
- Évora

## F
- Fafe
- Faro
- Felgueiras
- Ferreira do Alentejo
- Ferreira do Zêzere
- Figueira da Foz
- Figueira de Castelo Rodrigo
- Figueiró dos Vinhos
- Fornos de Algodres
- Freixo de Espada à Cinta
- Fronteira
- Funchal
- Fundão

## G
- Gavião
- Góis
- Golegã
- Gondomar
- Gouveia
- Grândola
- Guarda

## H
- Horta

## I
- Idanha-a-Nova
- Ílhavo

## L
- Lagoa
- Lagoa (Azoren)
- Lagos
- Lajes das Flores
- Lajes do Pico
- Lamego
- Leiria
- Lisboa
- Loulé
- Loures
- Lourinhã
- Lousã
- Lousada

## M
- Mação
- Macedo de Cavaleiros
- Machico
- Madalena
- Mafra
- Maia
- Mangualde
- Manteigas
- Marco de Canaveses
- Marinha Grande
- Marvão
- Matosinhos
- Mealhada
- Mêda
- Melgaço
- Mértola
- Mesão Frio
- Mira
- Miranda do Corvo
- Miranda do Douro
- Mirandela
- Mogadouro
- Moimenta da Beira
- Moita
- Monção
- Monchique
- Mondim de Basto
- Monforte
- Montalegre
- Montemor-o-Novo
- Montemor-o-Velho
- Montijo
- Mora
- Mortágua
- Moura
- Mourão
- Murça
- Murtosa

## N
- Nazaré
- Nelas
- Nisa
- Nordeste

## O
- Óbidos
- Odemira
- Odivelas
- Oeiras
- Oleiros
- Olhão
- Oliveira de Azeméis
- Oliveira de Frades
- Oliveira do Bairro
- Oliveira do Hospital
- Ourém
- Ourique
- Ovar

## P
- Paços de Ferreira
- Palmela
- Pampilhosa da Serra
- Paredes
- Paredes de Coura
- Pedrógão Grande
- Penacova
- Penafiel
- Penalva do Castelo
- Penamacor
- Penedono
- Penela
- Peniche
- Peso da Régua
- Pinhel
- Pombal
- Ponta Delgada
- Ponta do Sol
- Ponte da Barca
- Ponte de Lima
- Ponte de Sor
- Portalegre
- Portel
- Portimão
- Porto
- Porto de Mós
- Porto Moniz
- Porto Santo
- Póvoa de Lanhoso
- Póvoa de Varzim
- Povoação
- Praia da Vitória
- Proença-a-Nova

## R
- Redondo
- Reguengos de Monsaraz
- Resende
- Ribeira Brava
- Ribeira de Pena
- Ribeira Grande
- Rio Maior

## S
- Sabrosa
- Sabugal
- Salvaterra de Magos
- Santa Comba Dão
- Santa Cruz
- Santa Cruz da Graciosa
- Santa Cruz das Flores
- Santa Maria da Feira
- Santa Marta de Penaguião
- Santana
- Santarém
- Santiago do Cacém
- Santo Tirso
- São Brás de Alportel
- São João da Madeira
- São João da Pesqueira
- São Pedro do Sul
- São Roque do Pico
- São Vicente
- Sardoal
- Sátão
- Seia
- Seixal
- Sernancelhe
- Serpa
- Sertã
- Sesimbra
- Setúbal
- Sever do Vouga
- Silves
- Sines
- Sintra
- Sobral de Monte Agraço
- Soure
- Sousel

## T
- Tábua
- Tabuaço
- Tarouca
- Tavira
- Terras de Bouro
- Tomar
- Tondela
- Torre de Moncorvo
- Torres Novas
- Torres Vedras
- Trancoso
- Trofa

## V
- Vagos
- Vale de Cambra
- Valença
- Valongo
- Valpaços
- Velas
- Vendas Novas
- Viana do Alentejo
- Viana do Castelo
- Vidigueira
- Vieira do Minho
- Vila de Rei
- Vila do Bispo
- Vila do Conde
- Vila do Porto
- Vila Flor
- Vila Franca de Xira
- Vila Franca do Campo
- Vila Nova da Barquinha
- Vila Nova de Cerveira
- Vila Nova de Famalicão
- Vila Nova de Foz Côa
- Vila Nova de Gaia
- Vila Nova de Paiva
- Vila Nova de Poiares
- Vila Pouca de Aguiar
- Vila Real
- Vila Real de Santo António
- Vila Velha de Ródão
- Vila Verde
- Vila Viçosa
- Vimioso
- Vinhais
- Viseu
- Vizela
- Vouzela